# Muhammad Rahim Kuli Khan
Muhammad Rahim Kuli Khan fou kan de Khivà (1842-1846) fill i successor d'Allah Kuli Bahadur Khan.
El regnat va començar amb una lluita amb els djemshids, una tribu iranià que vivia a la riba esquerra del Murghab, de la qual uns 10.000 foren transportats a Coràsmia i establerts com a colònia a la riba de l'Oxus prop de Kilijbay. També va lluitar contra els turcmans sariks que acampaven a la zona de Merv; el seu germà petit Muhammad Amin, que era Inak, fou enviat contra ells amb 15.000 homes però van passar penalitats en el territori entre Khiva i Merv. Mentre la guerra amb Bukharà per domini sobre els kazakhs continuava i l'emir bukharià va assetjar Hazarasp i llavors el inak va dirigir l'exèrcit contra els invasors i els va derrotar, imposant la pau.
Muhammad Rahim Kuli Khan va morir el 1845 o 1846. El va succeir el seu germà inak, amb el nom de Muhammad Amin Bahadur Khan.